# Église Saint-Henri de Mascouche
Pour les articles homonymes, voir Église Saint-Henri.
L'église Saint-Henri de Mascouche est une église catholique romaine située à Mascouche, dans la région de Lanaudière, au Québec. Elle a été conçue et dessinée par les architectes Victor Bourgeau et E. A. Leprohon. De style néo-roman, elle a été bénie par Monseigneur Édouard-Charles Fabre le 17 juin 1885.
On peut y voir des œuvres peintes du peintre mascouchois Georges Delfosse et de l'abbé Jules-Bernardin Rioux. Sur la façade de l'église se trouve une statue de Saint-Henri, empereur d'Allemagne, une œuvre de l'artiste Carli. On y trouve un orgue de Casavant & Frères construit en 1905 et installé en 1910.
Au sujet de son architecture, le journal La Minerve la décrit en 1885 comme un endroit « où tout s’harmonise dans un ensemble gracieux et délicat qui borne l’œil pour le charmer davantage et lui faire goûter de plus près l’idéal mystique vers lequel la foi entraîne notre piété ».
La crypte au sous-sol contient une cinquantaine de sépultures de l'élite mascouchoise de la fin du XIXe et début du XXe siècle, dont celle de Pierre-Louis Morin.